# Списак насељених места у Француској: E
| A \| B \| C \| D \| E \| F \| G \| H \| I \| J \| K \| L \| M \| N \| O \| P \| Q \| R \| S \| T \| U \| V \| W \| X \| Y \| Z \| É |

- Eancé
- Eaubonne
- Eaucourt-sur-Somme
- Eaunes
- Eaux-Bonnes
- Eaux-Puiseaux
- Eauze
- Ebaty
- Ebblinghem
- Eberbach-Seltz
- Ebersheim
- Ebersmunster
- Ebouleau
- Ebreuil
- Ebréon
- Ecaille
- Ecaillon
- Ecalles-Alix
- Ecausseville
- Eccica-Suarella
- Eccles
- Echalas
- Echallat
- Echallon
- Echalot
- Echalou
- Echandelys
- Echannay
- Echarcon
- Echassières
- Echauffour
- Echavanne
- Echay
- Echebrune
- Echelle
- Echelle-Saint-Aurin
- Echelles
- Echemines
- Echenans
- Echenans-sous-Mont-Vaudois
- Echenay
- Echenevex
- Echenon
- Echenoz-la-Méline
- Echenoz-le-Sec
- Echevannes (Côte-d'Or)
- Echevannes (Doubs)
- Echevis
- Echevronne
- Echigey
- Echillais
- Echilleuses
- Echinghen
- Echiré
- Echouboulains
- Eckartswiller
- Eckbolsheim
- Eckwersheim
- Eclaires
- Eclance
- Eclans-Nenon
- Eclaron-Braucourt-Sainte-Livière
- Eclassan
- Ecleux
- Eclose
- Eclusier-Vaux
- Ecluzelles
- Ecly
- Ecoche
- École
- École-Valentin
- Ecollemont
- Ecoquenéauville
- Ecorcei
- Ecorces
- Ecorches
- Ecordal
- Ecot
- Ecot-la-Combe
- Ecotay-l'Olme
- EcouSaint-St-Mein
- Ecouché
- Ecouen
- Ecouviez
- Ecouvotte
- Ecoyeux
- Ecquedecques
- Ecques
- Ecquevilly
- Ecrainville
- Ecrammeville
- Ecrennes
- Ecretteville-lès-Baons
- Ecretteville-sur-Mer
- Ecriennes
- Ecrille
- Ecromagny
- Ecrosnes
- Ecrouves
- Ectot-l'Auber
- Ectot-lès-Baons
- Ecueil
- Ecueillé
- Ecuelle
- Ecuelles (Saône-et-Loire)
- Ecuelles (Seine-et-Marne)
- Ecuires
- Ecuisses
- Eculleville
- Ecully
- Ecuras
- Ecurat
- Ecurcey
- Ecurey-en-Verdunois
- Ecury-le-Repos
- Ecury-sur-Coole
- Ecutigny
- Ecuvilly
- Edern
- Edon
- Eduts
- Eecke
- Effiat
- Effincourt
- Effry
- Egat
- Egleny
- Egletons
- Egligny
- Eglingen
- Église-aux-Bois
- Égliseneuve-d'Entraigues
- Égliseneuve-des-Liards
- Égliseneuve-près-Billom
- Églises-d'Argenteuil
- Églisolles
- Égly
- Egreville
- Égry
- Eguelshardt
- Eguenigue
- Eguille
- Eguilles
- Eguilly
- Eguilly-sous-Bois
- Eguisheim
- Eguzon-Chantôme
- Ehuns
- Eichhoffen
- Eincheville
- Einvaux
- Einville-au-Jard
- Eix
- Elan
- Elbach
- Elbeuf
- Elbeuf-en-Bray
- Elbeuf-sur-Andelle
- Elencourt
- Eletot
- Elincourt-Sainte-Marguerite
- Elise-Daucourt
- Ellecourt
- Elliant
- Ellon
- Elne
- Elnes
- Eloie
- Eloise
- Elsenheim
- Elvange
- Elven
- Emagny
- Emancé
- Emanville (Seine-Maritime)
- Emberménil
- Embres-et-Castelmaure
- Embreville
- Embrun
- Embry
- Emerainville
- Emeringes
- Emiéville
- Emlingen
- Emmerin
- Emondeville
- Empeaux
- Empurany
- Empury
- Empuré
- Eméville
- Encausse
- Encausse-les-Thermes
- Enchastrayes
- Enchenberg
- Encourtiech
- Endoufielle
- Enencourt-Léage
- Enencourt-le-Sec
- Enfonvelle
- Engayrac
- Engente
- Engenville
- Enghien-les-Bains
- Engins
- Englancourt
- Englebelmer
- Englefontaine
- Englesqueville-en-Auge
- Englesqueville-la-Percée
- Englos
- Engomer
- Enguialès
- Enguinegatte
- Engwiller
- Ennemain
- Ennery (Moselle)
- Ennery (Val-d'Oise)
- Ennetières-en-Weppes
- Ennevelin
- Ennezat
- Ennordres
- Enquin-les-Mines
- Enquin-sur-Baillons
- Ens
- Ensigné
- Ensisheim
- Ensuès-la-Redonne
- Entrages
- Entraigues (Isère)
- Entraigues (Puy-de-Dôme)
- Entraigues-sur-la-Sorgue
- Entrains-sur-Nohain
- Entrammes
- Entrange
- Entraunes
- Entraygues-sur-Truyère
- Entre-deux-Eaux
- Entre-deux-Guiers
- Entre-deux-Monts
- Entrecasteaux
- Entrechaux
- Entremont
- Entremont-le-Vieux
- Entrepierres
- Entrevaux
- Entrevennes
- Entrevernes
- Entzheim
- Enval
- Enveitg
- Envermeu
- Envronville
- Eourres
- Eoux
- Epagne
- Epagne-Epagnette
- Epagny (Aisne)
- Epagny (Côte-d'Or)
- Epagny (Haute-Savoie)
- Epaney
- Epannes
- Eparcy
- Eparges
- Epargnes
- Eparres
- Epaumesnil
- Epaux-Bézu
- Epeautrolles
- Epehy
- Epeigné-les-Bois
- Epeigné-sur-Dême
- Epenouse
- Epense
- Epenède
- Epercieux-Saint-Paul
- Eperlecques
- Epernay-sous-Gevrey
- Epernon
- Eperrais
- Epersy
- Epertully
- Epervans
- Epesses
- Epeugney
- Epfig
- Epiais
- Epiais-Rhus
- Epiais-lès-Louvres
- Epieds (Aisne)
- Epieds-en-Beauce
- Epierre
- Epiez-sur-Chiers
- Epiez-sur-Meuse
- Epinac
- Epinay-Champlâtreux
- Epinay-le-Comte
- Epinay-sous-Sénart
- Epinay-sur-Duclair
- Epinay-sur-Odon
- Epine (Hautes-Alpes)
- Epine (Marne)
- Epine-aux-Bois
- Epineau-les-Voves
- Epineuil
- Epineuil-le-Fleuriel
- Epineuse
- Epiniac
- Epinonville
- Epinouze
- Epiry
- Episy
- Eplessier
- Eply
- Epoisses
- Epothémont
- Epouville
- Epoye
- Eppe-Sauvage
- Eppes
- Eppeville
- Epping (Moselle)
- Epretot
- Epreville
- Eps
- Epuisay
- Epécamps
- Epégard
- Epénancourt
- Epône
- Equancourt
- Equemauville
- Equennes-Eramecourt
- Equeurdreville-Hainneville
- Equevilley
- Equevillon
- Equilly
- Eragny-sur-Epte
- Eraines
- Eraville
- Erbajolo
- Erbray
- Erbrée
- Erbéviller-sur-Amezule
- Erceville
- Erches
- Ercheu
- Erchin
- Erching
- Erckartswiller
- Ercourt
- Ercuis
- Ercé
- Ercé-en-Lamée
- Ercé-près-Liffré
- Erdeven
- Ergersheim
- Ergnies
- Ergny
- Ergué-Gabéric
- Eringes
- Eringhem
- Erize-Saint-Dizier
- Erize-la-Brûlée
- Erize-la-Petite
- Erlon
- Erloy
- Ermenonville
- Ermenonville-la-Grande
- Ermenonville-la-Petite
- Ermenouville
- Ermont
- Ernemont-Boutavent
- Ernemont-la-Villette
- Ernemont-sur-Buchy
- Ernes
- Ernestviller
- Erneville-aux-Bois
- Ernolsheim-Bruche
- Ernolsheim-lès-Saverne
- Erny-Saint-Julien
- Ernée
- Erondelle
- Eroudeville
- Erp (Ariège)
- Erquery
- Erquinghem-Lys
- Erquinghem-le-Sec
- Erquinvillers
- Erquy
- Err
- Erre
- Errevet
- Errouville
- Ersa
- Erstein
- Erstroff
- Ervauville
- Ervillers
- Ervy-le-Châtel
- Eréac
- Erôme
- Esbareich
- Esbarres
- Esbly
- Esboz-Brest
- Escala
- Escalans
- Escale
- Escales
- Escalles
- Escalquens
- Escames
- Escamps (Lot)
- Escamps (Yonne)
- Escandolières
- Escanecrabe
- Escardes
- Escarmain
- Escaro
- Escassefort
- Escatalens
- Escaudain
- Escaudes
- Escaudoeuvres
- Escaunets
- Escautpont
- Escazeaux
- Eschau
- Eschbach
- Eschbach-au-Val
- Eschbourg
- Eschentzwiller
- Escherange
- Esches
- Eschwiller
- Esclagne
- Esclainvillers
- Esclanèdes
- Esclassan-Labastide
- Esclauzels
- Esclavelles
- Esclavolles-Lurey
- Escles
- Escles-Saint-Pierre
- Esclottes
- Escobecques
- Escoeuilles
- Escoire
- Escolives-Sainte-Camille
- Escombres-et-le-Chesnois
- Escondeaux
- Esconnets
- Escorailles
- Escorneboeuf
- Escorpain
- Escos
- Escosse
- Escot
- Escots
- Escou
- Escoubès
- Escoubès-Pouts
- Escoulis
- Escouloubre
- Escource
- Escoussans
- Escoussens
- Escout
- Escoutoux
- Escoville
- Escragnolles
- Escrennes
- Escrignelles
- Escroux
- Escueillens-et-Saint-Just-de-Béleng
- Escurolles
- Escurès
- Eslettes
- Esley
- Eslourenties-Daban
- Esmans
- Esmery-Hallon
- Esmoulins
- Esmoulières
- Esnandes
- Esnans
- Esnes
- Esnes-en-Argonne
- Esnon
- Esnouveaux
- Espagnac
- Espagnac-Sainte-Eulalie
- Espalais
- Espalem
- Espalion
- Espaly-Saint-Marcel
- Espanès
- Espaon
- Esparron (Haute-Garonne)
- Esparron (Hautes-Alpes)
- Esparron (Var)
- Esparron-de-Verdon
- Esparros
- Esparsac
- Espartignac
- Espas
- Espaubourg
- Espelette
- Espeluche
- Espenel
- Esperce
- Espeyrac
- Espeyroux
- Espezel
- Espieilh
- Espiens
- Espiet
- Espinas
- Espinasse (Cantal)
- Espinasse (Puy-de-Dôme)
- Espinasse-Vozelle
- Espinasses
- Espinchal
- Espins
- Espira-de-Conflent
- Espira-de-l'Agly
- Espirat
- Espiute
- Esplantas
- Esplas
- Esplas-de-Sérou
- Espoey
- Espondeilhan
- Esprels
- Espèche
- Espère
- Espès-Undurein
- Espéchède
- Espédaillac
- Espérausses
- Espéraza
- Esquay-Notre-Dame
- Esquay-sur-Seulles
- Esquelbecq
- Esquennoy
- Esquerchin
- Esquerdes
- Esquibien
- Esquiule
- Esquièze-Sère
- Esquéhéries
- Essards (Charente)
- Essards (Charente-Maritime)
- Essards (Indre-et-Loire)
- Essards-Taignevaux
- Essarois
- Essars
- Essarts (Loir-et-Cher)
- Essarts-le-Roi
- Essarts-le-Vicomte
- Essarts-lès-Sézanne
- Essay
- Esse
- Essegney
- Esseintes
- Essert
- Essert-Romand
- Essertaux
- Essertenne
- Essertenne-et-Cecey
- Essertines-en-Châtelneuf
- Essertines-en-Donzy
- Esserts-Blay
- Esserval-Combe
- Esserval-Tartre
- Essey
- Essey-et-Maizerais
- Essey-la-Côte
- Essey-lès-Nancy
- Essia
- Essigny-le-Grand
- Essigny-le-Petit
- Essises
- Esson
- Essoyes
- Essuiles
- Essé
- Essômes-sur-Marne
- Estables (Haute-Loire)
- Estables (Lozère)
- Establet
- Estadens
- Estagel
- Estaing (Aveyron)
- Estaing (Hautes-Pyrénées)
- Estaires
- Estal
- Estampes
- Estampures
- Estancarbon
- Estandeuil
- Estang
- Estarvielle
- Estavar
- Esteil
- Estensan
- Esternay
- Esterre
- Estevelles
- Esteville
- Estialescq
- Estibeaux
- Estigarde
- Estillac
- Estipouy
- Estirac
- Estissac
- Estivals
- Estivareilles (Allier)
- Estivareilles (Loire)
- Estivaux
- Estoher
- Estos
- Estoublon
- Estouches
- Estourmel
- Estouteville-Ecalles
- Estouy
- Estrablin
- Estramiac
- Estrebay
- Estrennes
- Estreux
- Estrun
- Estry (Calvados)
- Estrébœuf
- Estréchure
- Estrée
- Estrée-Blanche
- Estrée-Cauchy
- Estrée-Wamin
- Estréelles
- Estrées (Aisne)
- Estrées (Nord)
- Estrées-Deniécourt
- Estrées-Mons
- Estrées-Saint-Denis
- Estrées-la-Campagne
- Estrées-lès-Crécy
- Estrées-sur-Noye
- Esténos
- Estérençuby
- Estézargues
- Esves-le-Moutier
- Esvres
- Eswars
- Etable
- Etables
- Etables-sur-Mer
- Etagnac
- Etaimpuis
- Etain (Meuse)
- Etaing
- Etainhus
- Etais
- Etais-la-Sauvin
- Etalans
- Etalante
- Etalle
- Etalleville
- Etalon
- Etalondes
- Etampes-sur-Marne
- Etang-Bertrand
- Etang-Vergy
- Etang-la-Ville
- Etang-sur-Arroux
- Etaples
- Etaule
- Etaules (Charente-Maritime)
- Etaules (Côte-d'Or)
- Etaux
- Etaves-et-Bocquiaux
- Etavigny
- Etcharry
- Etchebar
- Eteignières
- Eteimbes
- Etel
- Etelfay
- Etercy
- Eternoz
- Eterpigny (Pas-de-Calais)
- Eterpigny (Somme)
- Eterville
- Etevaux
- Eth (Nord)
- Etienville
- Etilleux
- Etinehem
- Etiolles
- Etival
- Etival-lès-le-Mans
- Etivey
- Etobon
- Etoges
- Etoile (Jura)
- Etoile (Somme)
- Etoile-Saint-Cyrice
- Etoile-sur-Rhône
- Eton (Meuse)
- Etormay
- Etourvy
- Etoutteville
- Etouvans
- Etouvelles
- Etouvy
- Etouy
- Etrabonne
- Etrappe
- Etrat
- Etray
- Etraye
- Etrechet
- Etreillers
- Etrelles-et-la-Montbleuse
- Etrelles-sur-Aube
- Etrembières
- Etrepigney
- Etrepy
- Etretat
- Etreux
- Etreval
- Etrez
- Etriac
- Etricourt-Manancourt
- Etrigny
- Etrochey
- Etroussat
- Etrun
- Etréaupont
- Etréchy (Cher)
- Etréchy (Essonne)
- Etréchy (Marne)
- Etréham
- Etréjust
- Etrépigny
- Etrépilly (Seine-et-Marne)
- Etsaut
- Ettendorf
- Etueffont
- Etupes
- Etusson
- Etuz
- Etzling
- Eu (Francja)
- Euffigneix
- Eugénie-les-Bains
- Euilly-et-Lombut
- Eulmont
- Eup
- Eurre
- Eurville-Bienville
- Eus
- Euvezin
- Euville
- Euvy
- Euzet
- Evaillé
- Evans
- Evaux-les-Bains
- Eve (Oise)
- Evecquemont
- Evergnicourt
- Everly
- Evette-Salbert
- Eveux
- Evigny
- Evillers
- Evin-Malmaison
- Evires
- Evrecy
- Evres
- Evricourt
- Evriguet
- Evron
- Evry (Yonne)
- Evry-Grégy-sur-Yerre
- Excenevex
- Excideuil
- Exermont
- Exideuil
- Exincourt
- Exireuil
- Exmes
- Exoudun
- Expiremont
- Eybens
- Eybouleuf
- Eyburie
- Eycheil
- Eydoche
- Eygalayes
- Eygaliers
- Eygalières
- Eygliers
- Eygluy-Escoulin
- Eyguians
- Eyguières
- Eygurande
- Eygurande-et-Gardedeuil
- Eyjeaux
- Eyliac
- Eymet
- Eymeux
- Eymouthiers
- Eymoutiers
- Eyne
- Eynesse
- Eyragues
- Eyrans
- Eyrein
- Eyres-Moncube
- Eyroles
- Eysines
- Eysson
- Eysus
- Eyvirat
- Eywiller
- Eyzahut
- Eyzerac
- Eyzin-Pinet
- Ezanville

| A \| B \| C \| D \| E \| F \| G \| H \| I \| J \| K \| L \| M \| N \| O \| P \| Q \| R \| S \| T \| U \| V \| W \| X \| Y \| Z \| É |